# Elevado da Perimetral
El Elevado da Perimetral, también conocido como Via Elevada da Perimetral, era una vía expresa ubicada sobre la Avenida Rodrigues Alves, que conectaba las principales vías de acceso de la ciudad de Río de Janeiro, Brasil. Sirviendo a la Zona Norte, el puente elevado llevaba el 70% del tráfico procedente de la Zona Sur hacia el Puente Río-Niterói, a la Línea Vermelha y a la avenida Brasil y continuaba por la Avenida Rodrigues Alves hasta la zona del aeropuerto Santos Dumont, donde se unía con la Avenida Infante Dom Henrique en el Aterro do Flamengo, enlazando directamente con la Avenida Atlântica y otras vías ribereñas de la zona sur.
Atravesaba los barrios de Caju, parte de São Cristóvão, Santo Cristo, Gamboa y Saúde, con un tráfico estimado en el elevado en 40,000 vehículos.
Además de conectar el aeropuerto Santos Dumont, el puente Río-Niterói y la Línea Vermelha, conectaba también la Línea Amarela, la Autopista Washington Luís (BR-040), la Vía Dutra (BR-116), la antigua carretera Río-São Paulo (BR-465) y la carretera Río-Santos (BR-101), garantizando así una conexión directa con la Baixada Fluminense, la Zona Norte, la Zona Sur, la Zona Oeste y, opcionalmente, el centro carioca. 
Iniciada en la década de 1950, la construcción de la vía elevada se llevó a cabo por etapas, inaugurándose un tramo cada vez. El primer tramo fue el que unía el aeropuerto Santos Dumont y la Iglesia de Nuestra Señora de la Candelaria, inaugurado en 1960. Durante gran parte de este tramo, la vía elevada se encontraba sobre la avenida Alfred Agache y el antiguo túnel Engenheiro Carlos Marques Pamplona - hoy incorporado al túnel Prefeito Marcello Alencar - en la Praça XV.
Las obras del segundo tramo comenzaron en 1968 y tardaron diez años en completarse. El tramo inaugurado en 1978 incluía el barrio de la zona portuaria, y la mayor parte se situaba por encima de la avenida Rodrigues Alves.

## Críticas
La vía solía ser criticada por haber cambiado considerablemente la estética de los Muelles de Gamboa y por bloquear la vista de la ciudad para quien viene por mar, así como bloquear la vista del mar para los que están en tierra. En el área sobre la avenida Rodrigues Alves había también la queja de que el viaducto hacía que la avenida sea más peligrosa, reduciendo la iluminación y convirtiendo el lugar en un paraje solitario y propicio para asaltos. Además de una cuestión estética, el viaducto también desvalorizó las propiedades ubicadas en la avenida, dando un aspecto sombrío al lugar.
En su trazado, cuyo objetivo era desviar el tráfico intenso que venía desde la avenida Brasil para el centro carioca, hubo una falta de planificación, en la inclusión de dos accesos al viaducto eleveado, una en la avenida Rodrigues Alves, en dirección norte, y otra en la Candelaria, en sentido sur, a menos de 500 metros del final del viaducto, demodo que ambos accesos producían un cuello de botella causando embotellamientos.

## Demolición

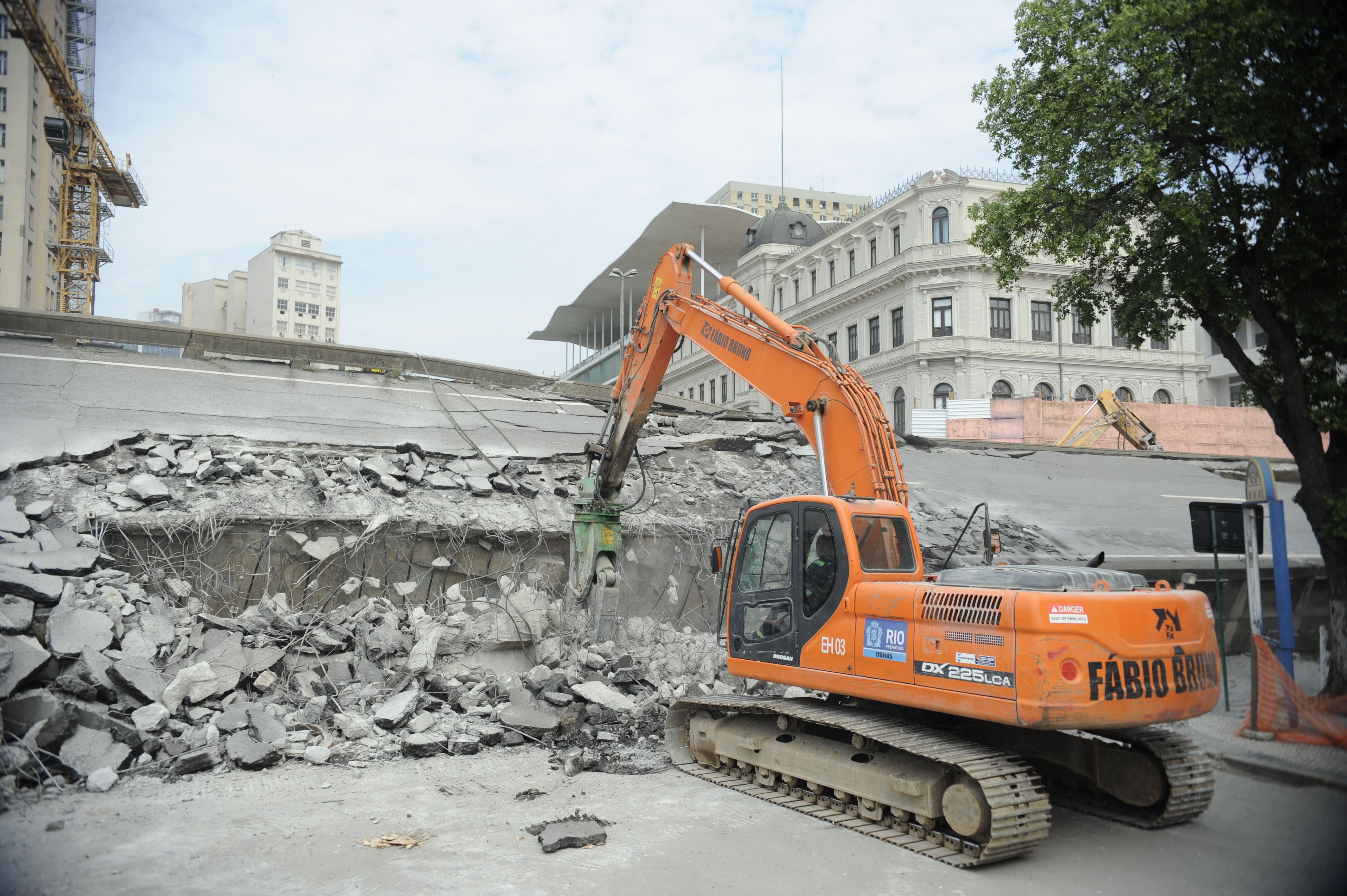
La Alcaldía de Río de Janeiro destruye más de 300 metros del Elevado da Perimetral, el 20 de abril de 2014. (Foto: Tânia Rêgo/Agência Brasil)

Por veinte años, políticos y urbanistas discutieron la demolición del elevado. Las obras eran parte del proyecto Porto Maravilha y estaban previstas para comenzar entre 2011 y 2013, luego de la construcción de la Vía Binário do Porto y de los túneles del Binário y de la Vía Expresa, que concentrarían, en pasajes subterráneos, todo el tráfico de vehículos que circulaba por el elevado, sumado al preexistente debajo de la Plaza Quince de Noviembre y que servía al centro de la ciudad. La demolición fue hecha por partes, siendo la primera efectuada en noviembre de 2013. La última implosión del elevado fue hecha en abril del 2014.
Durante las obras de demolición, seis vigas de acero, avaluadas en cerca de 100 mil reales, desaparecieron de la zona portuaria y nunca se recuperaron.

### Crítica a la demolición
Hubo quien propuso que, en vez de la demolición, se utilizara la estructura para jardines flotantes o para trenes monorrieles, más económicos y sustentables con bajo ruido uniendo los dos aeropuertos de Río de Janeiro: el Tom Jobim, en la Ilha do Governador (zona Norte) y el Santos Dumont (en el Centro).